# Griffith University

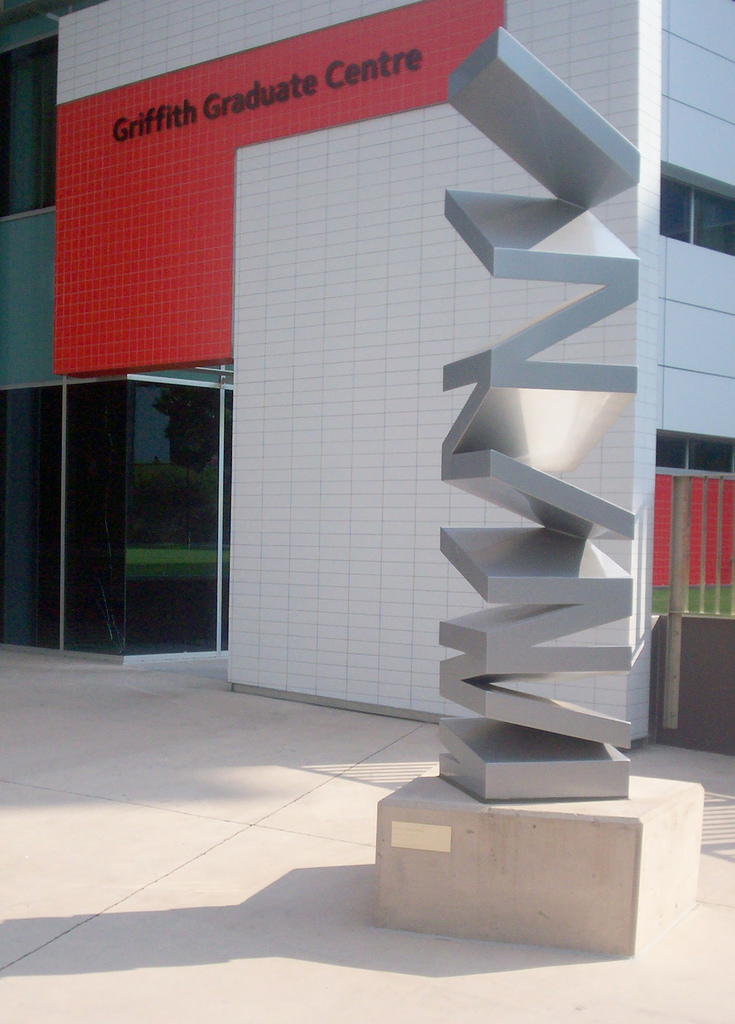
Griffith University

Die Griffith University ist eine Universität in Brisbane im australischen Bundesstaat Queensland.
Die Universität wurde 1971 gegründet. Namensgeber ist Samuel Griffith (1845–1920). Das zugehörige Queensland College of Art in Brisbane wurde 1881 gegründet, das Queensland Conservatorium im Jahre 1957.
Die Hochschule verteilt sich mit über 40 Forschungszentren auf den Hauptsitz Nathan und die Standorte Gold Coast, Mount Gravatt, Logan, Queensland Conservatorium (South Bank) und Queensland College of the Art (South Bank).

## Zahlen zu den Studierenden
2020 waren 49.819 Studierende an der Griffith University eingeschrieben (2016: 46.494, 2017: 47.255, 2018: 47.999, 2019: 49.624). 36.614 davon (73,5 %) hatten noch keinen ersten Abschluss, 36.566 davon waren Bachelorstudenten. 12.001 (24,1 %) hatten bereits einen ersten Abschluss und 1.819 davon arbeiteten in der Forschung. 29.980 (60,2 %) der Studenten waren weiblich, 19.673 (39,5 %) waren männlich.
Die Universität zählt mehr als 250.000 Personen zu ihren Ehemaligen (Alumni). 2014 waren es etwa 44.000 Studierende gewesen.

## Fakultäten
- Wirtschaft und Handel
- Bildende und Darstellende Kunst
- Bildung
- Ingenieurwissenschaften
- Gesundheit und Freizeit
- Geistes- und Sozialwissenschaften
- Recht und Kriminologie
- Natur- und Umweltwissenschaften
- Technologie und Informationstechnik

## Abbildungen

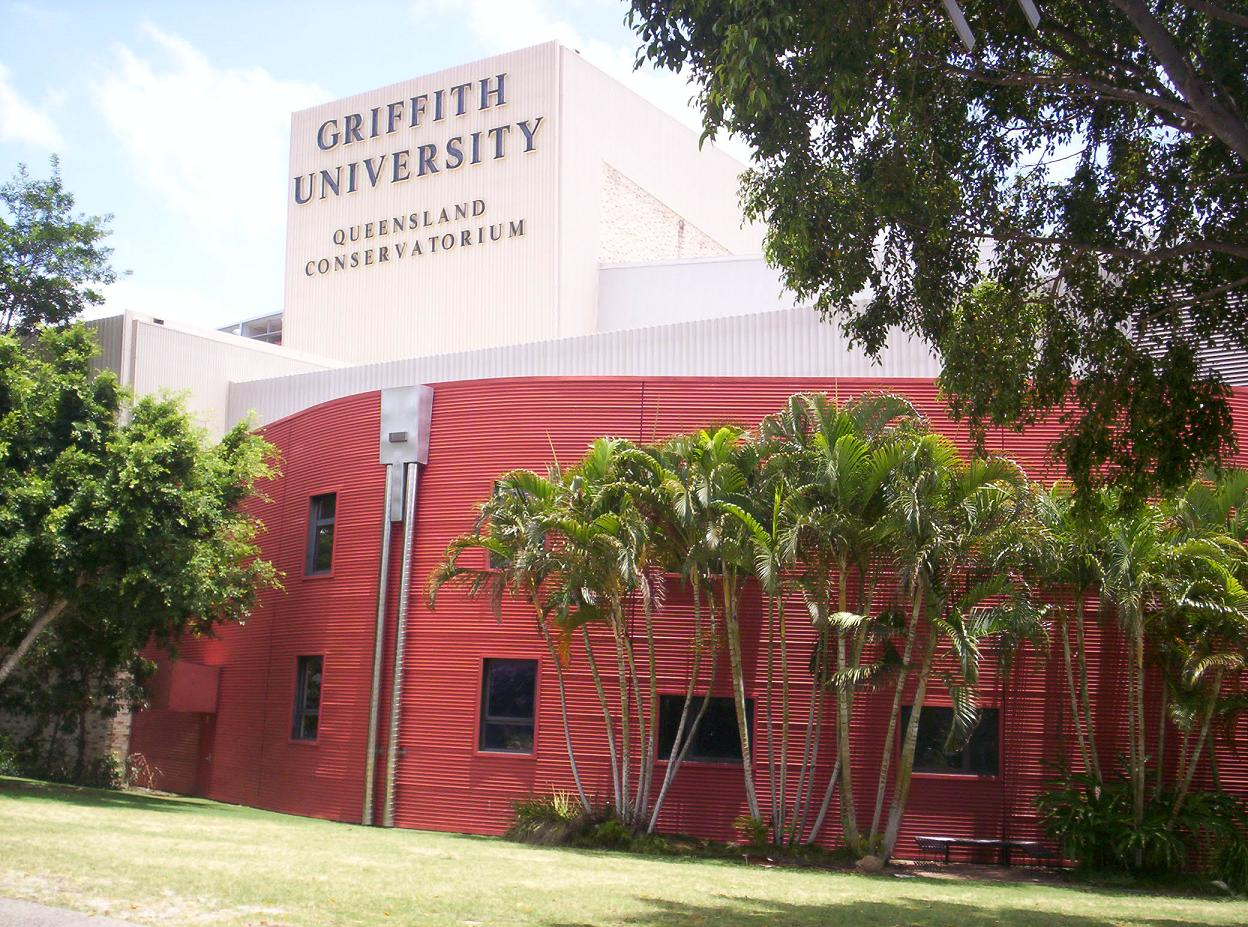
Queensland Conservatorium of Music
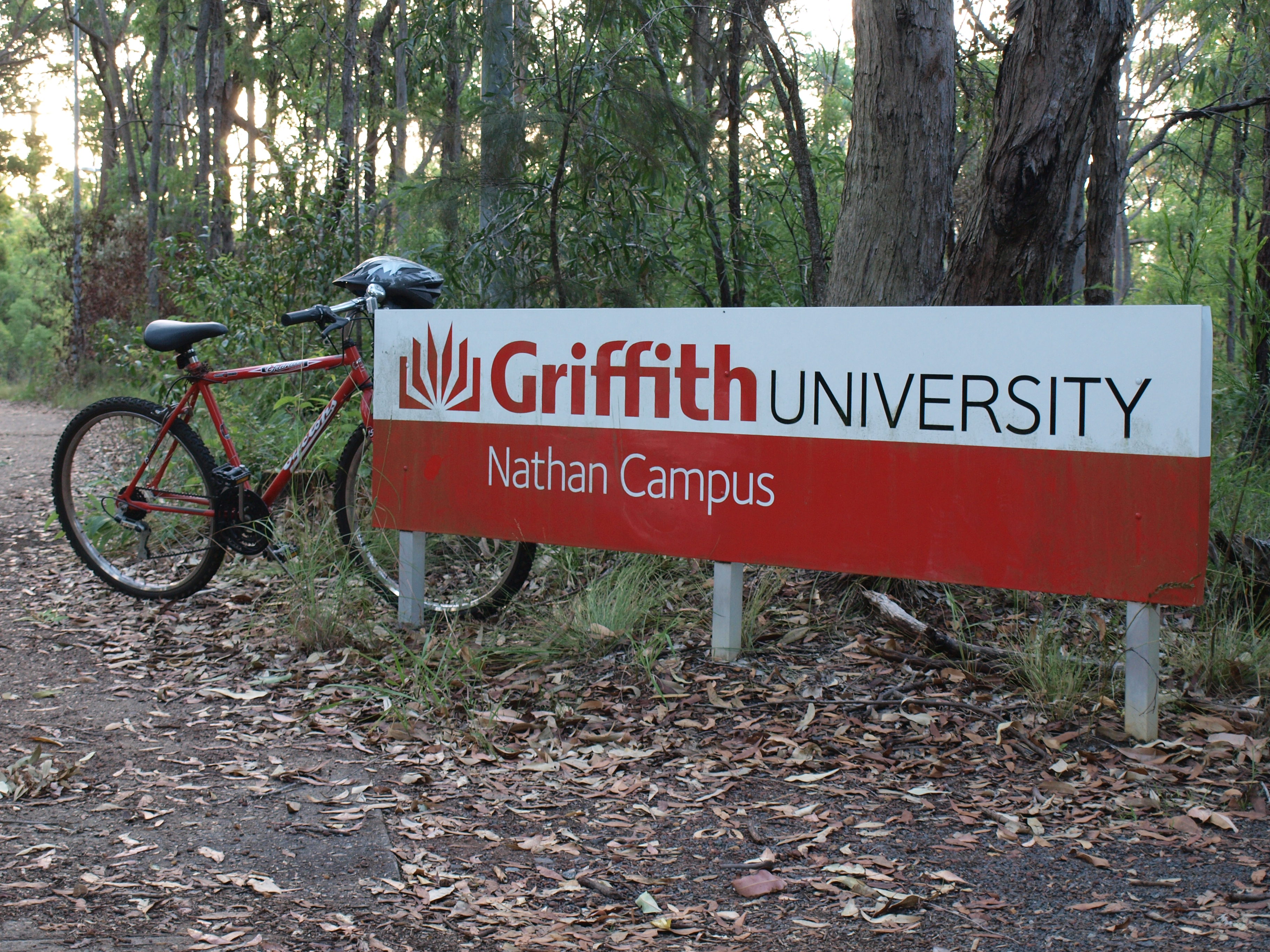
Nathan Campus
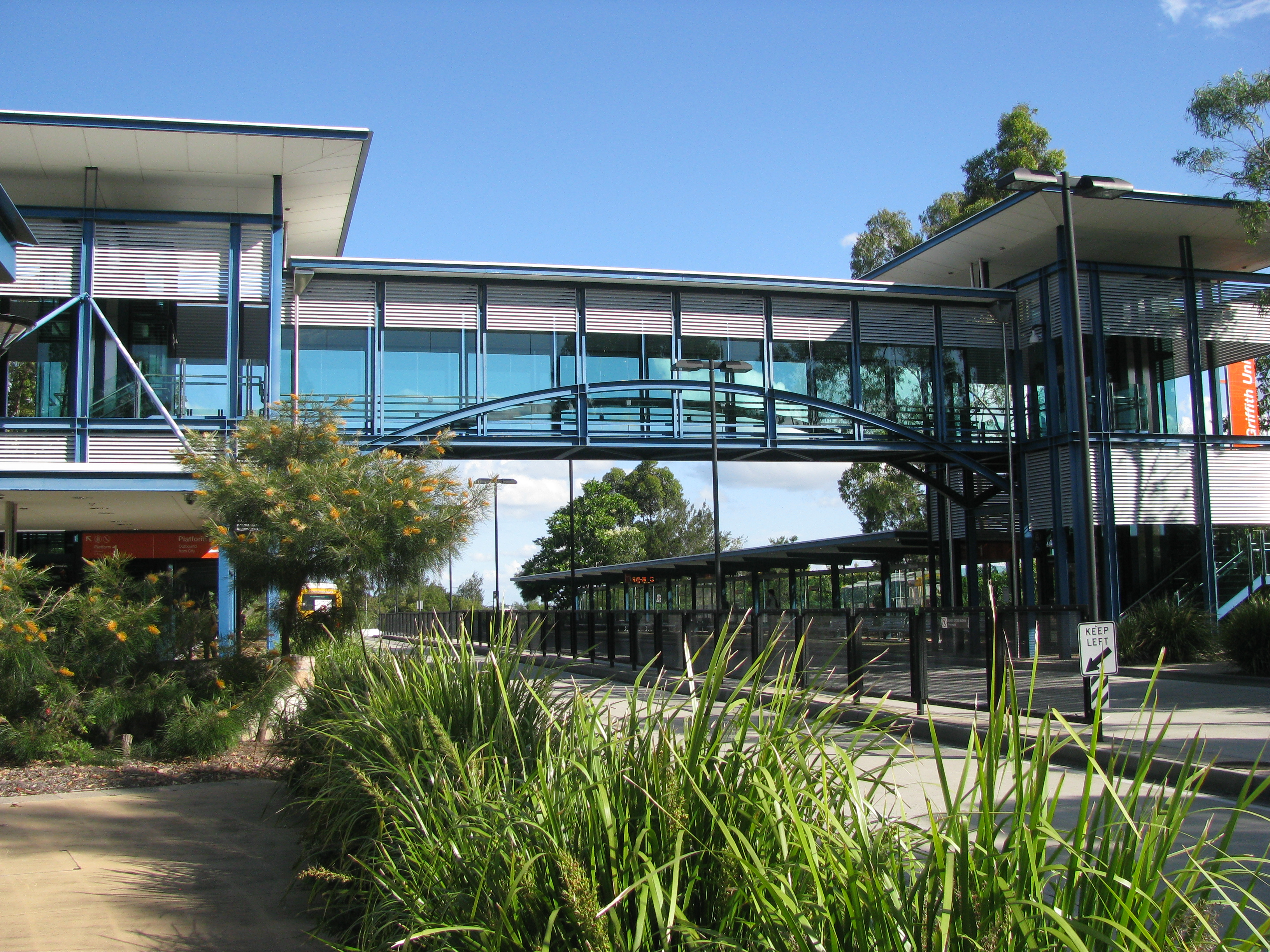
Bushaltestelle